# 聯航快運2415號班機空難
北太平洋航空5925號班機（在聯航快運旗下以2415號班機運營）是一架由西雅圖經雅基馬飛往帕斯科的英國宇航捷流31。1989年12月26日晚22時30分，一架執行該班機的捷流31在帕斯科三城機場跑道外400英尺處墜毀，兩名機組員和四名乘客全部遇難。

## 事故經過
2415號班機因天氣延誤40分鐘之後於20時45分從西雅圖起飛，前往雅基馬。在雅基馬機場，該班機的機長巴里·羅伯茨拒絕接受地勤人員的除冰請求，而副機長正在試圖將機翼上的積冰手動除去。22時整，2415號班機未經除冰即載4名乘客和2名飛行員從雅基馬機場起飛，而該班機為當晚從雅基馬起飛的唯一一班未除冰的航機。
22時30分，副機長道格拉斯·麥肯羅通知帕斯科塔台該班機將在21R跑道降落，這是班機最後一次與地面的聯繫，其後帕斯科航空管制員觀察到2415號班機上升之後急速下降，直至墜地。22時34分，救援人員趕到墜機地點，但無人生還。

## 原因
機組人員進行了一次急速且不穩定的儀表進近，而飛機自身未接受除冰，這使得飛機失速墜毀。機上6人全部遇難。

## 類似事故
- 飛箭航空1285號班機空難：1985年12月12日，從加拿大起飛前往坎貝爾堡不久即失速墜毀，機上所有人罹難。
- 安大略航空1363號班機空難：1989年3月10日，因起飞前未有除冰，最终坠机。
- 北歐航空751號班機：1991年12月27日，從斯德哥爾摩阿蘭達機場飛往華沙的通勤航班。造成92人受傷。
- 全美航空405号班机：1992年3月22日，一架載著51人的通勤飛機嘗試在紐約市拉瓜迪亞機場跑道上起飛，但駕駛無法讓飛機爬升。全美航空405號班機墜入冰冷的法拉盛灣（英语：Flushing Bay），造成27人死亡。
- 美鷹航空4184號班機空難：1994年10月31日因飞入未预见的结冰环境，最终坠机。
- 復興航空791號班機：2002年12月21日凌晨從台北飛往澳門途中，因遭遇積冰問題而失事墜毀於澎湖外海。
- 中國東方航空5210號班機空難：2004年11月21日因机翼冰层污染且未有除冰，起飞后不久即坠机。

## 外部連結
- NTSB報告 （页面存档备份，存于）